# 노바크 조코비치
노바크 조코비치(세르비아어: Новак Ђоковић, Novak Ðoković, 세르보크로아티아어 발음: [ˈnɔvaːk 'ʥɔːkɔviʨ] ( 듣기), 1987년 5월 22일~)는 세르비아의 테니스 선수이다. ATP 현 세계 랭킹 6위인 그는 그랜드 슬램 대회 남자 단식에서 24차례 우승(오스트레일리아 오픈 10회, 프랑스 오픈 3회, 윔블던 선수권 7회, US 오픈 3회) 했으며 연말 시즌 최종 랭킹 1위를 일곱 차례(2011, 2012년, 2014년, 2015년, 2018년, 2020년, 2021년) 했다.
2008년 오스트레일리아 오픈에서 당시 세계 랭킹 1위였던 로저 페더러를 준결승에서 꺾고, 결승에서는 프랑스의 신예 조윌프리드 총가를 누르면서 생애 첫 그랜드 슬램 타이틀을 따냈다. 이로써 그는 그랜드 슬램에서 우승한 최초의 세르비아인이 되었으며, 또한 오픈 시대 이후 가장 어린 나이에 4개 그랜드 슬램 준결승에 모두 진출하는 기록을 세웠다. 그는 2007년 US 오픈에서 준우승을 했으며, 2008년 베이징 올림픽 테니스 남자 단식에서 동메달을 땄다. 2008년에 그는 4개의 마스터스 시리즈 대회에서 우승했으며, 8명의 톱랭커들만이 출전하는 연말 마스터스 컵에서도 우승했다. 2011년 윔블던에서 라파엘 나달을 누르고 우승했고, US 오픈에서도 라파엘 나달을 누르고 우승을 차지했다.

## 생애
노바크 조코비치는 1987년 5월 22일 유고슬라비아 벨그라드에서 아버지 스르잔(세르비아어: Srđan)과 어머니 디야나(세르비아어: Dijana)의 첫째 아들로 태어났다. 두 명의 남동생인 마르코(Marko)와 조르제(세르비아어: Đorđe ) 역시 프로 전향을 목표로 테니스 선수로 활동하고 있다.
그는 4세 때부터 테니스를 시작했다. 1993년 여름 그는 그의 부모가 패스트푸드점을 운영하던 코파오니크에서 우연히 유고슬라비아의 전설적인 테니스 선수였던 옐레나 젠치치의 눈에 띄어 그녀의 지도를 받게 되었다. 젠치치는 당시의 어린 조코비치에 대해 “모니카 셀레스 이후 내가 본 것 중 가장 뛰어난 재능을 가진 아이였다”라고 말했다. 이후 6년간 어린 조코비치를 지도한 젠치치는 빠르게 성장하는 그의 실력을 보고, 더 수준 높은 선수들을 만나 경쟁할 기회를 가질 수 있도록 그를 외국에 보내는 것이 좋겠다고 판단했다. 이에 조코비치는 12세 때 크로아티아 출신의 지도자인 니콜라 필리치가 운영하는 독일 오베르슐라이스하임(Oberschleißheim)에 위치한 필리치 테니스 아카데미에서 3개월 간 훈련을 했다. 14세였던 2001년부터는 국제 대회에 참가하기 시작했으며, 이듬해 권위있는 대회들에서 우승하면서 주니어 세계 랭킹 40위까지 올라섰다.
조코비치는 현재 몬테 카를로에 거주하고 있으며, 슬로바키아 출신 테니스 선수였던 마리안 바이다가 2006년 6월부터 2017년 5월까지 그의 코치직을 맡았다. 2010년 7월부터 2016년 12월까지 보리스 베커가 그의 코치를 맡았으며, 2017년 5월부터 2018년 4월까지 앤드리 애거시가 그의 코치직을 맡았다.. 2018년 몬테카를로 마스터즈 대회를 앞두고 마리안 바이다 코치와 다시 재결합하였다.

## 주요 대회 성적

### 그랜드 슬램 대회
| 대회        | 2005  | 2006  | 2007   | 2008  | 2009  | 2010   | 2011 | 2012   | 2013   | 2014   | 2015   | 2016   | 2017  | 2018  | 2019  | 2020      | 2021   | 2022  | 2023   | 통산 우승률 | 통산 승-패 | 승률(%) |
| ----------- | ----- | ----- | ------ | ----- | ----- | ------ | ---- | ------ | ------ | ------ | ------ | ------ | ----- | ----- | ----- | --------- | ------ | ----- | ------ | ----------- | ---------- | ------- |
| 호주 오픈   | 1회전 | 1회전 | 4회전  | 우승  | 8강   | 8강    | 우승 | 우승   | 우승   | 8강    | 우승   | 우승   | 2회전 | 4회전 | 우승  | 우승      | 우승   | 불참  | 우승   | 9 / 17      | 82–8       | 91%     |
| 프랑스 오픈 | 2회전 | 8강   | 4강    | 4강   | 3회전 | 8강    | 4강  | 준우승 | 4강    | 준우승 | 준우승 | 우승   | 8강   | 8강   | 4강   | 준우승    | 우승   | 8강전 | 우승   | 2 / 17      | 81–15      | 84%     |
| 윔블던      | 3회전 | 4회전 | 4강    | 2회전 | 8강   | 4강    | 우승 | 4강    | 준우승 | 우승   | 우승   | 3회전  | 8강   | 우승  | 우승  | 대회 취소 | 우승   | 우승  | 준우승 | 7 / 17      | 86–10      | 89%     |
| US 오픈     | 3회전 | 3회전 | 준우승 | 4강   | 4강   | 준우승 | 우승 | 준우승 | 준우승 | 4강    | 우승   | 준우승 | 불참  | 우승  | 4회전 | 4회전     | 준우승 |       |        | 3 / 16      | 81-13      | 86%     |
| 승-패       | 5–4   | 9–4   | 19–4   | 18–3  | 15–4  | 19–4   | 25–1 | 24–3   | 24-3   | 22-3   | 27-1   | 21-2   | 9-3   | 21-2  | 22-2  | 16-2      | 27-1   |       |        | 20 / 66     | 317–45     | 87.50   |

결승: 34회 (우승 23, 준우승 11)
| 결과   | 연도 | 대회            | 코트   | 상대                  | 스코어                                   |
| ------ | ---- | --------------- | ------ | --------------------- | ---------------------------------------- |
| 준우승 | 2007 | US 오픈 (1)     | 하드   | 로저 페더러           | 6–7(4–7), 6–7(2–7), 4–6                  |
| 우승   | 2008 | 호주 오픈 (1)   | 하드   | 조윌프리드 총가       | 4–6, 6–4, 6–3, 7–6(7–2)                  |
| 준우승 | 2010 | US 오픈 (2)     | 하드   | 라파엘 나달           | 4–6, 7–5, 4–6, 2–6                       |
| 우승   | 2011 | 호주 오픈 (2)   | 하드   | 앤디 머레이           | 6–4, 6–2, 6–3                            |
| 우승   | 2011 | 윔블던 (1)      | 잔디   | 라파엘 나달           | 6–4, 6–1, 1–6, 6–3                       |
| 우승   | 2011 | US 오픈 (3)     | 하드   | 라파엘 나달           | 6–2, 6–4, 6–7(3–7), 6–1                  |
| 우승   | 2012 | 호주 오픈 (3)   | 하드   | 라파엘 나달           | 5–7, 6–4, 6–2, 6–7(5–7), 7–5             |
| 준우승 | 2012 | 프랑스 오픈 (1) | 클레이 | 라파엘 나달           | 4–6, 3–6, 6–2, 5–7                       |
| 준우승 | 2012 | US 오픈 (4)     | 하드   | 앤디 머레이           | 6–7(10–12), 5–7, 6–2, 6–3, 2–6           |
| 우승   | 2013 | 호주 오픈 (4)   | 하드   | 앤디 머레이           | 6-7(2-7), 7-6(7-3), 6–3, 6–2             |
| 준우승 | 2013 | 윔블던 (2)      | 잔디   | 앤디 머레이           | 4-6, 5-7, 4-6                            |
| 준우승 | 2013 | US 오픈 (5)     | 하드   | 라파엘 나달           | 2-6, 6–3, 4-6, 1–6                       |
| 준우승 | 2014 | 프랑스 오픈 (2) | 클레이 | 라파엘 나달           | 6–3, 5–7, 2–6, 4–6                       |
| 우승   | 2014 | 윔블던 (3)      | 잔디   | 로저 페더러           | 6-7(7-9), 6-4, 7-6(7-4), 5-7, 6-4        |
| 우승   | 2015 | 호주 오픈 (5)   | 하드   | 앤디 머레이           | 7-6(7-5), 6-7(4-7), 6–3, 6–0             |
| 준우승 | 2015 | 프랑스 오픈 (3) | 클레이 | 스탄 바브링카         | 6–4, 4–6, 3–6, 4–6                       |
| 우승   | 2015 | 윔블던 (4)      | 잔디   | 로저 페더러           | 7-6(7-1), 6-7(10-12), 6-4, 6-3           |
| 우승   | 2015 | US 오픈 (6)     | 하드   | 로저 페더러           | 6–4, 5–7, 6–4, 6–4                       |
| 우승   | 2016 | 호주 오픈 (6)   | 하드   | 앤디 머레이           | 6-1, 7-5, 7-6(7-3)                       |
| 우승   | 2016 | 프랑스 오픈 (4) | 클레이 | 앤디 머레이           | 3–6, 6–1, 6–2, 6–4                       |
| 준우승 | 2016 | US 오픈 (7)     | 하드   | 스탄 바브린카         | 7-6(7-1), 4–6, 5-7, 3–6                  |
| 우승   | 2018 | 윔블던 (5)      | 잔디   | 케빈 앤더슨           | 6-4, 6-3, 7-6(7-3)                       |
| 우승   | 2018 | US 오픈 (8)     | 하드   | 후안 마르틴 델 포트로 | 6–3, 7-6(7-4), 6–3                       |
| 우승   | 2019 | 호주 오픈 (7)   | 하드   | 라파엘 나달           | 6-3, 6-2, 6–3                            |
| 우승   | 2019 | 윔블던 (6)      | 잔디   | 로저 페더러           | 7–6(7-5), 1–6, 7–6(7-4), 4–6, 13-12(7-3) |
| 우승   | 2020 | 호주 오픈 (8)   | 하드   | 도미니크 팀           | 6-4, 4-6, 2–6, 6-3, 6-4                  |
| 준우승 | 2020 | 프랑스 오픈 (5) | 클레이 | 라파엘 나달           | 0-6, 2-6, 5–7                            |
| 우승   | 2021 | 호주 오픈 (9)   | 하드   | 다닐 메드베데프       | 7-5, 6-2, 6–2                            |
| 우승   | 2021 | 프랑스 오픈 (6) | 클레이 | 스테파노스 치치파스   | 6–7(6-8), 2–6, 6-3, 6-2, 6-4             |
| 우승   | 2021 | 윔블던 (7)      | 잔디   | 마테오 베레티니       | 6–7(4-7), 6–4, 6-4, 6-3                  |
| 준우승 | 2021 | US 오픈 (9)     | 하드   | 다닐 메드베데프       | 4-6, 4-6, 4–6                            |
| 우승   | 2022 | 윔블던 (8)      | 잔디   | 닉 키리오스           | 4-6, 6-3, 6-4, 7-6(7-3)                  |
| 우승   | 2023 | 호주 오픈 (10)  | 하드   | 스테파노스 치치파스   | 3-6, 6-7(4-7), 6-7(5-7)                  |
| 우승   | 2023 | 프랑스 오픈 (7) | 클레이 | 카스페라 루드         | 7–6(7–1), 6–3, 7–5                       |

### 연말 챔피언십
| 대회          | 2003 | 2004 | 2005 | 2006 | 2007 | 2008 | 2009 | 2010 | 2011 | 2012 | 2013 | 2014 | 2015 | 2016   | 우승률 | 승–패 | 승률(%) |
| ------------- | ---- | ---- | ---- | ---- | ---- | ---- | ---- | ---- | ---- | ---- | ---- | ---- | ---- | ------ | ------ | ----- | ------- |
| 연말 챔피언십 | A    | A    | A    | A    | RR   | 우승 | RR   | 4강  | RR   | 우승 | 우승 | 우승 | 우승 | 준우승 | 5 / 10 | 31–11 | 73.38   |

결승: 6회 (우승 5, 준우승 1)
| 결과   | 연도 | 장소   | 코트     | 상대              | 스코어        |
| ------ | ---- | ------ | -------- | ----------------- | ------------- |
| 우승   | 2008 | 상하이 | 하드 (i) | 니콜라이 다비덴코 | 6–1, 7–5      |
| 우승   | 2012 | 런던   | 하드 (i) | 로저 페더러       | 7–6(8–6), 7–5 |
| 우승   | 2013 | 런던   | 하드 (i) | 라파엘 나달       | 6–3, 6–4      |
| 우승   | 2014 | 런던   | 하드 (i) | 로저 페더러       | 부전승        |
| 우승   | 2015 | 런던   | 하드 (i) | 로저 페더러       | 6–3, 6–4      |
| 준우승 | 2016 | 런던   | 하드 (i) | 앤디 머레이       | 3–6, 4–6      |

### 하계 올림픽

#### 단식: 2회 (동메달 1)
| 결과   | 연도 | 대회          | 코트 | 상대                  | 스코어        |
| 동메달 | 2008 | 베이징 올림픽 | 하드 | 제임스 블레이크       | 6–3, 7–6(7–4) |
| 4위    | 2012 | 런던 올림픽   | 잔디 | 후안 마르틴 델 포트로 | 5–7, 4–6      |

## 같이 보기
- 역대 ATP 랭킹 1위 테니스 선수 목록